# Tall Chegāh-e Soflá
Tall Chegāh-e Soflá (persiska: تل چگاه سفلی, Tol Chegāh-e Pā’īn, Tal Chegāh-e Soflá) är en ort i Iran.   Den ligger i provinsen Khuzestan, i den centrala delen av landet, 600 km söder om huvudstaden Teheran. Tall Chegāh-e Soflá ligger 163 meter över havet och antalet invånare är 142.
Terrängen runt Tall Chegāh-e Soflá är huvudsakligen platt, men söderut är den kuperad. Runt Tall Chegāh-e Soflá är det glesbefolkat, med 15 invånare per kvadratkilometer. Närmaste större samhälle är Longīr-e Vosţá, 19,9 km nordväst om Tall Chegāh-e Soflá. Trakten runt Tall Chegāh-e Soflá är ofruktbar med lite eller ingen växtlighet.